# Charles Benoît Hase
Charles Benoît Hase (tyska: Karl Benedikt), född den 11 maj 1780 i Bad Sulza vid Naumburg, död den 21 mars 1864 i Paris, var en tysk-fransk filolog.
Hase begav sig redan 1801 till Paris, där han sedan 1816 var anställd som professor, först i grekisk, sedan i tysk och komparativ filologi. Hase utgav nya upplagor av verk av Leo Diaconus, Lydus, Maximus och Suetonius.